# Europium(II)-oxalat

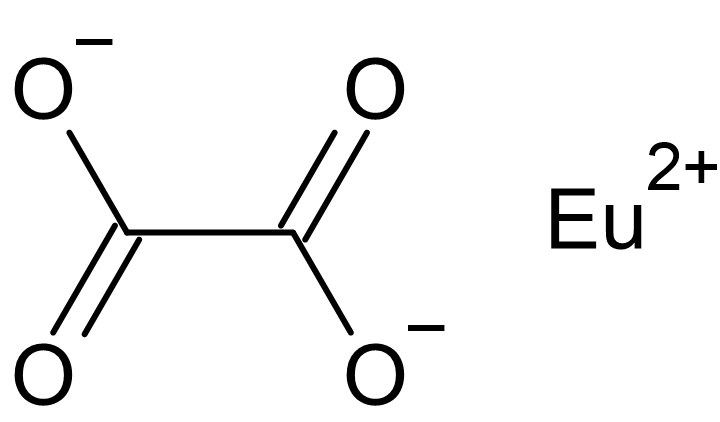
Struktur von Europium(II)-oxalat

Europium(II)-oxalat (Eu(C2O4)) ist eine beständige rotbraune chemische Verbindung des Europiums und des Oxalat-Anions. Es kommt als Monohydrat als auch als wasserfreie Verbindung vor.

## Gewinnung und Darstellung
Die Reindarstellung erfolgt über die Umsetzung von Europium(II)-sulfat mit Ammoniumoxalat.
{\displaystyle {\ce {EuSO4 + (NH4)2C2O4 + H2O -> EuC2O4*H2O + (NH4)2SO4}}}

## Eigenschaften
Europium(II)-oxalat kommt wie die analoge Strontiumverbindung als Monohydrat vor und die Kristallstruktur ist isomorph dazu.
Das Kristallwasser wird bei 160 °C abgegeben ohne, dass das zweiwertige Europium zum dreiwertigen dabei oxidiert.
Die magnetischen Übergangstemperaturen von Eu(C2O4) und Eu(C2O4)·H2O betragen 1,9±0,1 K und 2,8±0,1 Kelvin.
Die Isomerieverschiebung im Mößbauerspektrum beträgt für das Monohydrat wie auch für die wasserfreie Substanz −13,9±0,1 mm·s−1 gegenüber einer 151Sm2O3 Strahlenquelle.

## Verwendung
Die Verbindung eignet sich zur Herstellung der zweiwertigen Europiumchalkogenide mittels umsetzen mit H2X (X = S, Se, Te).